# José Antonio Noriega
José Antonio Noriega (né le 29 décembre 1969 à Mexico au Mexique) est un joueur de football international mexicain, qui évoluait au poste de milieu de terrain.

## Biographie

### Carrière en club
Avec le club de Monarcas Morelia, il dispute une finale de Coupe des champions de la CONCACAF en 2002.

### Carrière en sélection
Avec l'équipe du Mexique, il joue 6 matchs (pour aucun but inscrit) entre 1993 et 2002. 
Il figure dans le groupe des sélectionnés lors des Gold Cup de 1993 et de 2002. Le Mexique remporte la compétition en 1993.

## Palmarès
| \| Monarcas Morelia - Championnat du Mexique (1) : - Champion : 2000 (Invierno). - Coupe des champions : - Finaliste : 2002. \| \| Pumas UNAM - Championnat du Mexique (1) : - Champion : 1990-91. \| \| Cruz Azul - Coupe du Mexique (1) : - Vainqueur : 1996-97. \| |  | Mexique - Gold Cup (1) : - Vainqueur : 1993.                    |  |                                                           |
| Monarcas Morelia - Championnat du Mexique (1) : - Champion : 2000 (Invierno). - Coupe des champions : - Finaliste : 2002. |  | Pumas UNAM - Championnat du Mexique (1) : - Champion : 1990-91. |  | Cruz Azul - Coupe du Mexique (1) : - Vainqueur : 1996-97. |